# Semmenstedt
Semmenstedt ist ein Ortsteil der Gemeinde Remlingen-Semmenstedt im Landkreis Wolfenbüttel in Niedersachsen.

## Geografie
Zu Semmenstedt (500 Einwohner) gehört noch Timmern (176 Einwohner). Die Orte liegen in den weiten und fruchtbaren Lößlehm- und Schwarzerdegebieten zwischen der Oker und Magdeburg.

## Geschichte
Die Gründung Semmenstedts fiel vermutlich in die vorkarolingische, altsächsische Zeit.
Seit 1022 ist Semmenstedt, gelegen an der alten Heerstraße Braunschweig-Halberstadt, als Zemmenstidde urkundlich erwähnt. Im Laufe der folgenden Jahrhunderte wechselten die Namen recht häufig. Im Erbregister von 1569 erschien dann erstmals die Schreibweise Semmenstedt auf. Im Jahr 1802 wurden in Semmenstedt 339 Einwohner gezählt.
Eine Rekonstruktion des damaligen Dorfkerns ist heute nicht mehr möglich. Die Häuser waren durchweg leichte Konstruktionen aus Holz, Lehm und Stroh und mehrmals Opfer heftiger Stürme oder Beute des Feuers, das nicht nur einmal das ganze Dorf vernichtet hat. Die älteste Straße Semmenstedts ist die Dorfstraße. Die Leipziger Straße ist als Trasse wahrscheinlich älter als die Dorfstraße, weil sie Teil der alten Heerstraße von Braunschweig nach Halberstadt ist. Die heutige Bebauung entlang der Leipziger Straße ist jedoch eindeutig jüngeren Datums als die entlang der Dorfstraße.
Nach dem Zweiten Weltkrieg entstanden die Wohnsiedlungen Schlesierweg / Pommernweg im Südosten der Dorflage sowie mehrere Einfamilienhäuser westlich der Leipziger Straße an den beiden Ortsausgängen. Das Neubaugebiet „Semmenstedt-West“ besteht seit 1995. Im Kirchturm befinden sich zwei Glocken, von denen jeweils im Ersten und Zweiten Weltkrieg eine Glocke eingeschmolzen wurde. Im Jahr 1954 konnten die neuen Glocken geweiht werden.

## Eingemeindungen
Die Gemeinde Timmern wurde am 1. März 1974 in Semmenstedt eingegliedert. Bis zum 1. November 2016 war Timmern ein Ortsteil von Semmenstedt.
Zum 1. November 2016 wurden auf Beschluss des Niedersächsischen Landtages die beiden Gemeinden Remlingen und Semmenstedt zu einer neuen Gemeinde Remlingen-Semmenstedt zusammengefasst.

## Politik
Der letzte Gemeinderat aus Semmenstedt setzte sich aus 7 Ratsmitgliedern zusammen.
- CDU 4 Sitze
- SPD 3 Sitze

(Stand: Kommunalwahl 2011)
Letzter ehrenamtlicher Bürgermeister war Johannes-Dietrich Arbogast (CDU).

## Wappen
Blasonierung: „Blau-Gold (Blau-Gelb) gespalten mit einem durchgehenden Kreuz in gewechselten Farben“.

## Wirtschaft und Infrastruktur

### Öffentliche Einrichtungen
Seit 1968 gibt es in Semmenstedt ein Sportheim und am 1. Juni 1991 konnte nach 6-jähriger Bauzeit das Schützenheim eingeweiht werden. Es wird durch DRK, Freiwillige Feuerwehr, Sport- und Schützenverein genutzt.

### Verkehr
Die Bundesstraße 79 (Wolfenbüttel–Halberstadt) verläuft direkt durch den Ort und kreuzt mit der Bundesstraße 82, die von Schöppenstedt nach Goslar führt.
Auf der Strecke der B 79 verkehren Linienbusse bis Wolfenbüttel im Stundentakt, so dass hier eine gute Verkehrsanbindung besteht. Radfahrwege verbinden Remlingen, Hedeper und Roklum.

## Persönlichkeiten
- Albert Stutzer (1849–1923), Bakteriologe und Chemiker